# Šumvald
Šumvald (en allemand : Schönwald) est une commune du district et de la région d'Olomouc, en République tchèque. Sa population s'élevait à 1 657 habitants en 2023.

## Géographie
Šumvald se trouve à 6,7 km au nord de Uničov, à 28 km au nord-nord-ouest d'Olomouc, à 80 km au nord-est de Brno et à 196 km à l'est-sud-est de Prague.
La commune est limitée par Oskava au nord, par Tvrdkov et Dlouhá Loučka à l'est, par Uničov au sud, et par Troubelice, Nová Hradečná et Libina à l'ouest.

## Histoire
La première mention écrite de la localité date de 1272.

## Transports
Par la route, Šumvald se trouve à 8 km de Uničov, à 33 km d'Olomouc, à 111 km de Brno et à 237 km de Prague.

## Administration
La commune se compose de deux sections :
- Břevenec
- Šumvald